# Portugiesische Gitarre

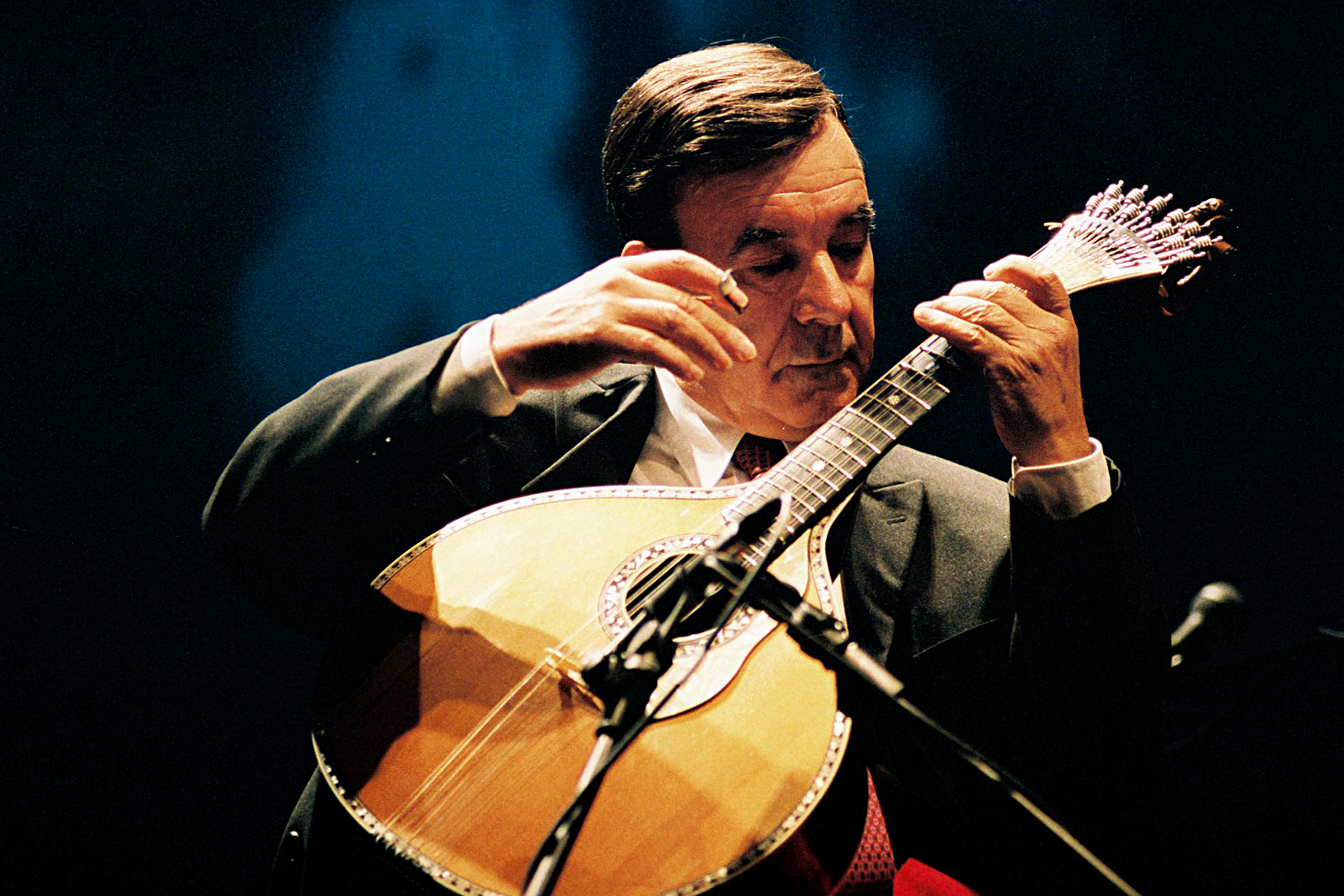
Portugiesische Gitarre, hier von dem 1938 geborenen portugiesischen Komponisten und Gitarristen António Chainho gespielt.

Die Portugiesische Gitarre (portugiesisch Guitarra Portuguesa) ist keine Gitarre, sondern eine portugiesische Cister, ein Saiteninstrument und Zupfinstrument aus der Familie der Kastenhalslauten. Sie ist von den Ausmaßen ungefähr ein Drittel kleiner als eine klassische Gitarre, hat einen flachen birnenförmigen Korpus aus Holz und 12 Saiten (6 Doppelsaiten) aus Stahl. Die Portugiesische Gitarre (genannt auch Guitarra de Flandres) ist eher ein urbanes Musikinstrument, beheimatet vor allem in der Hauptstadt Lissabon und der Universitätsstadt Coimbra und wird heute hauptsächlich im Fado als Begleitinstrument und solistisch eingesetzt.

## Herkunft
Die Herkunft der Portugiesischen Gitarre lässt sich bis heute nicht mit völliger Sicherheit belegen. Ursprünglich wurde das Instrument cítara genannt, eine allgemein für Cistern und Zithern (vgl. citera) verwendete Bezeichnung. Im 19. Jahrhundert entwickelte sich die aus verschiedenen Holzarten bestehende Portugiesische Gitarre in ihrer heutigen Form. Damals fand sie zunächst ihren Platz in den Salons des Bürgertums wie auch in kleinen, einfachen städtischen Tavernen.

## Typen

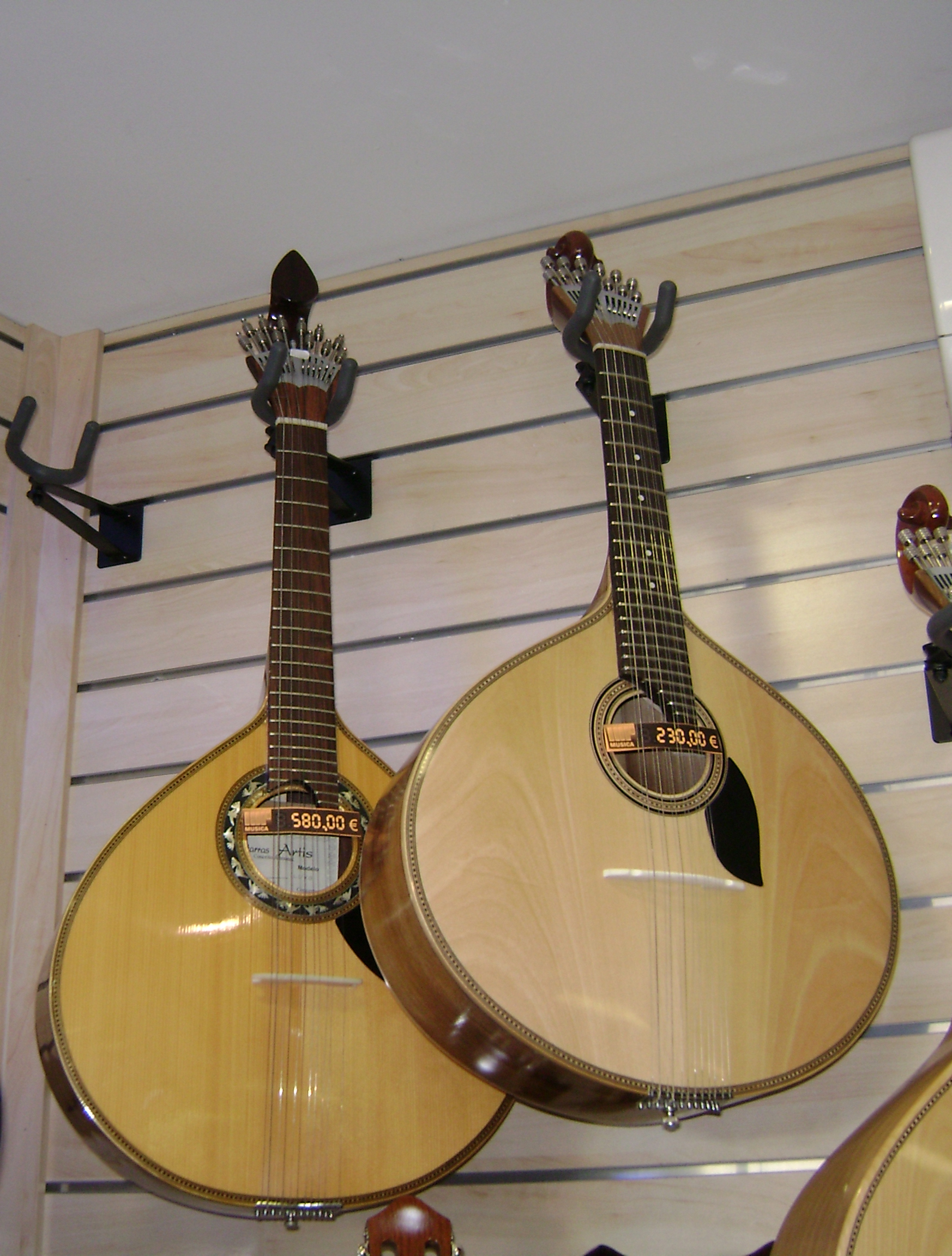
Links: Coimbra-Typ. Rechts: Lissabon-Typ

Man unterscheidet zwei Typen der modernen Portugiesischen Gitarre, ein Modell aus Coimbra und eines aus Lissabon. Das Modell aus Coimbra ist etwas größer und hat normalerweise eine Mensur von 470 mm gegenüber 440 mm bei dem aus Lissabon. Der Lissabon-Typ hat hingegen einen Korpus, der breiter als lang ist. Die Art der Verzierung sowie die Gestaltung von Kopf und Wirbeln sind unterschiedlich.

## Stimmung
Die 12 Saiten sind in 6 Paaren angeordnet. Man unterscheidet zwei verschiedene Stimmungen des Instruments: die Lissabon-Stimmung ist (d'-d)-(a'-a)-(h'-h)-(e'-e')-(a'-a')-(h'-h'), die Coimbra-Stimmung ist einen Ton tiefer, (c'-c)-(g'-g)-(a'-a)-(d'-d')-(g'-g')-(a'-a'). Weitere Varianten sind möglich, etwa c-e-g-c'-e'-g' (mit drei tieferen Oktavchören und drei höheren Einklangschören).

## Spieltechnik
Lange Zeit wurde die Portugiesische Gitarre mit den Fingernägeln gespielt, heutzutage werden jedoch meist künstliche Fingernägel (Fingerpicks) benutzt, auf Portugiesisch unhas (postiças) genannt. Man unterscheidet zwei verschiedene Zupftechniken, die auf Portugiesisch dedilho und figueta genannt werden. Bei der dedilho-Technik werden die Saiten nur mit dem Fingernagel des Zeigefingers angerissen, bei der figueta-Technik werden Daumen und Zeigefinger im Wechsel benutzt.

## Instrumentalisten
Zu den bekanntesten Komponisten und Virtuosen der Portugiesischen Gitarre zählen António Chainho, Gonçalo Paredes, Flávio Rodrigues, Artur Paredes und sein Sohn Carlos Paredes. Carlos Paredes hat viele Kompositionen für die Portugiesische Gitarre verfasst und das Instrument über die Landesgrenzen hinaus bekannt gemacht. Daneben ist noch Pedro Caldeira Cabral zu nennen, der zudem einige interessante Publikationen über die Portugiesische Gitarre herausgebracht hat, sowie Custódio Castelo als Virtuose und Komponist einer jungen Musikergeneration, die sich einer neuen Interpretation des Fado verschrieben hat.
Ein in Leipzig von J. H. Zimmermann herausgegebenes Lehrwerk (Schule für die portugiesische Gitarre) schrieb Wilhelm Woborsin (* 11. Oktober 1868 in Berlin).